# 平渓区

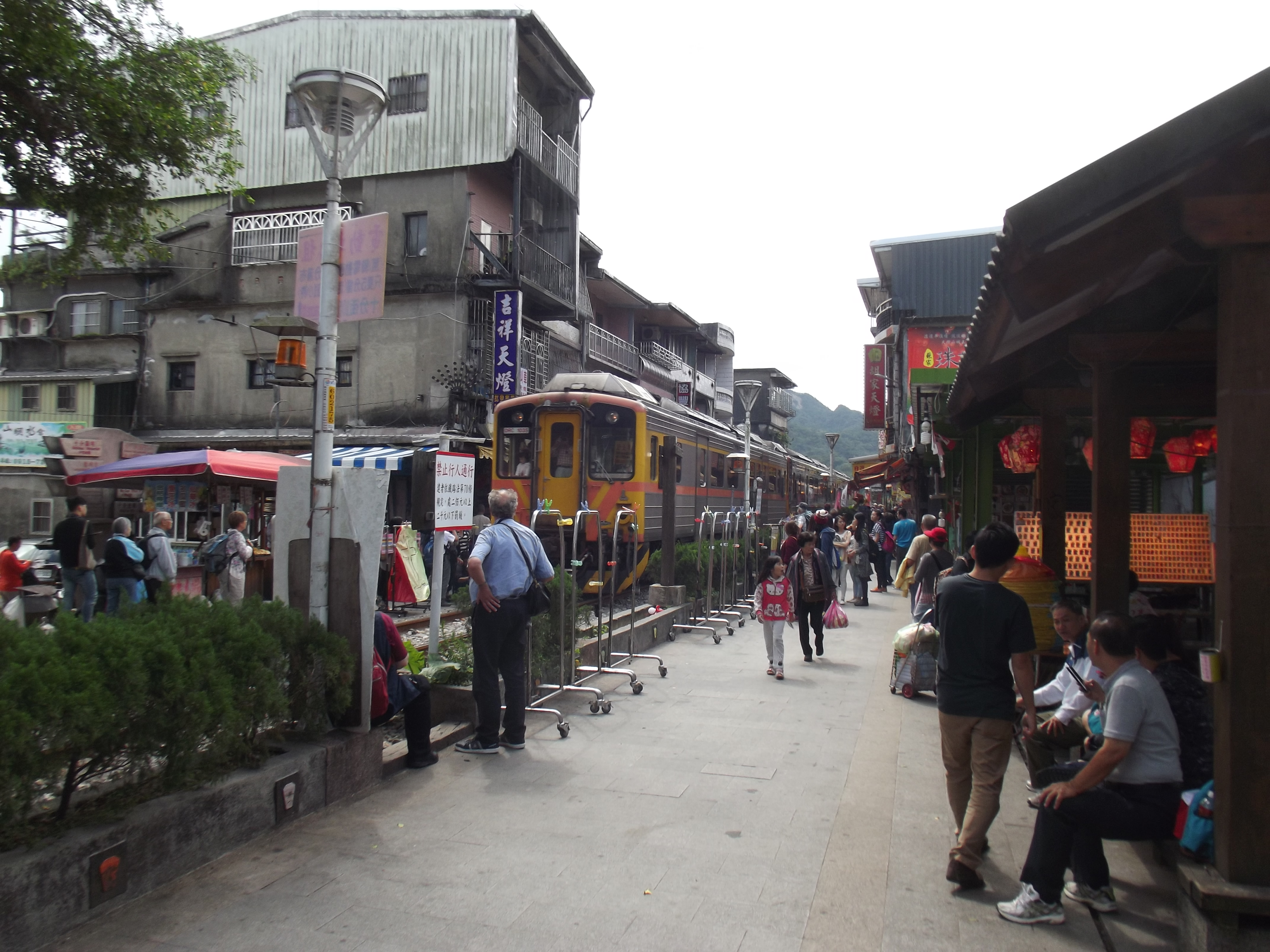
十分老街を通る台鉄平渓線

平渓区（ピンシー/へいけい-く）は台湾新北市の市轄区。

## 地理
平渓区は新北市東北部、基隆河上流に位置し、東は瑞芳区、双渓区と、南は坪林区と、北は基隆市、汐止区と、西は石碇区とそれぞれ接している。平原が極めて乏しく、四面を山に囲まれた地形をなしている。

## 歴史
清代の乾隆ごろに漢民族の入植が開始され、「石碇堡」と呼ばれるようになった。
日本統治時代の1901年（明治34年）11月11日、基隆庁の管轄となる。
1905年（明治38年）7月1日、台湾総督府により「十分寮区」と「石底区」の2つの地区が設置された。
1909年（明治42年）10月25日、基隆庁が台北庁に合併し、十分寮区と石底区は台北庁水返脚支庁の管轄となる。
1920年（大正9年）10月1日、地方改制の際に十分寮区と石底区が合併して台北州基隆郡「平渓庄」となった。
第二次世界大戦後の1946年1月16日、中華民国統治下で「平渓郷」へ改編された。
2010年12月25日、台北県が新北市に改編されたことに伴い平渓区へ改編された。

## 行政区
| 里                                                                                             |
| ---------------------------------------------------------------------------------------------- |
| 十分里、石底里、平渓里、南山里、新寮里、嶺脚里、白石里、平湖里、東勢里、望古里、薯榔里、菁桐里 |

## 交通

### 鉄道
台湾鉄路公司
- 平渓線：大華駅－十分駅－望古駅－嶺脚駅－平渓駅－菁桐駅

## 教育
| 区分 | 数 | 名称                                                           |
| ---- | -- | -------------------------------------------------------------- |
| 大学 | 0  | -                                                              |
| 技学 | 0  | -                                                              |
| 高中 | 0  | -                                                              |
| 高職 | 0  | -                                                              |
| 国中 | 1  | 新北市立平渓国民中学                                           |
| 国小 | 3  | 新北市立平渓国民小学 新北市立菁桐国民小学 新北市立十分国民小学 |

## 観光地

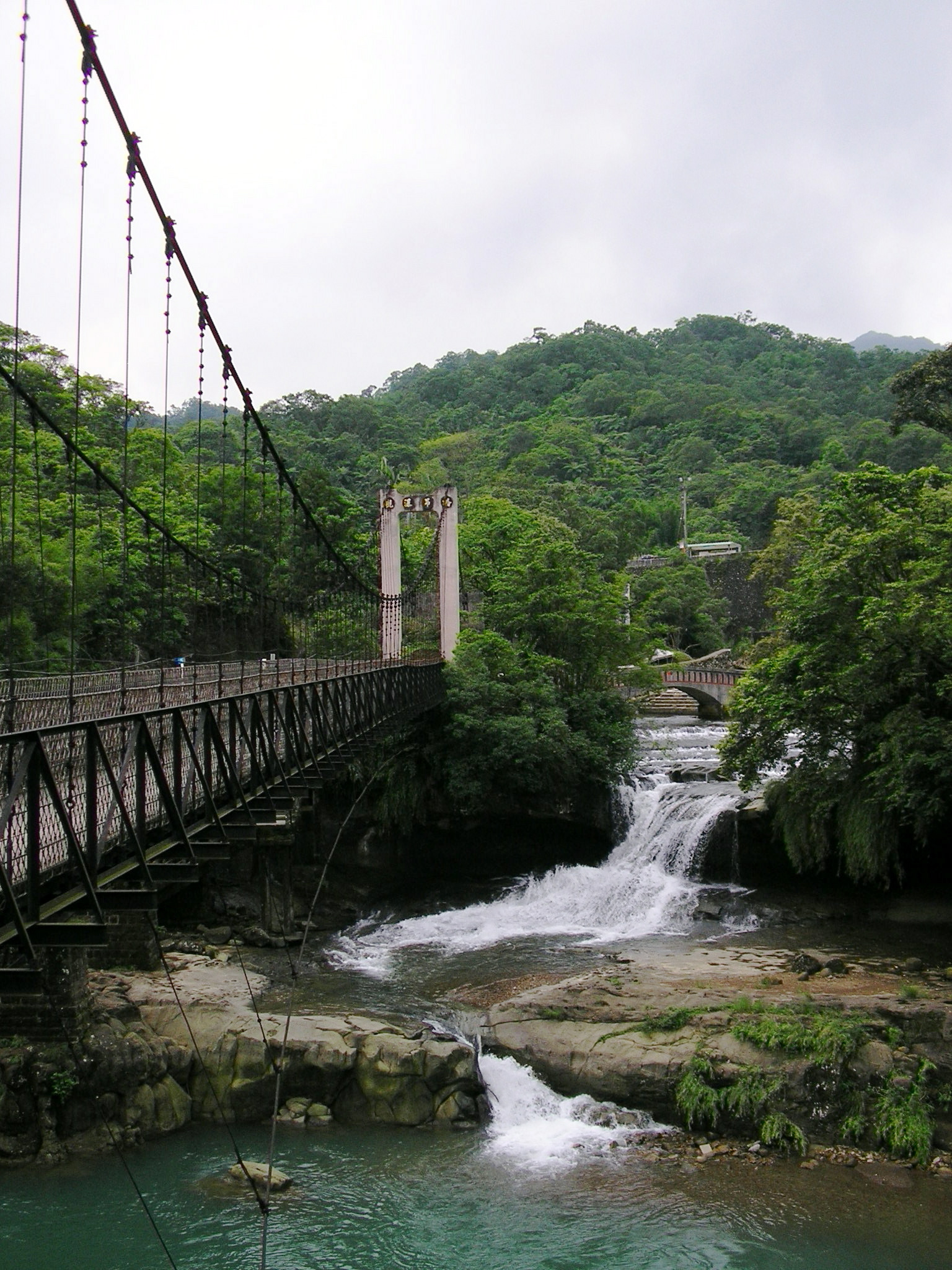
眼鏡洞瀑布と基隆河に架かる観瀑吊橋

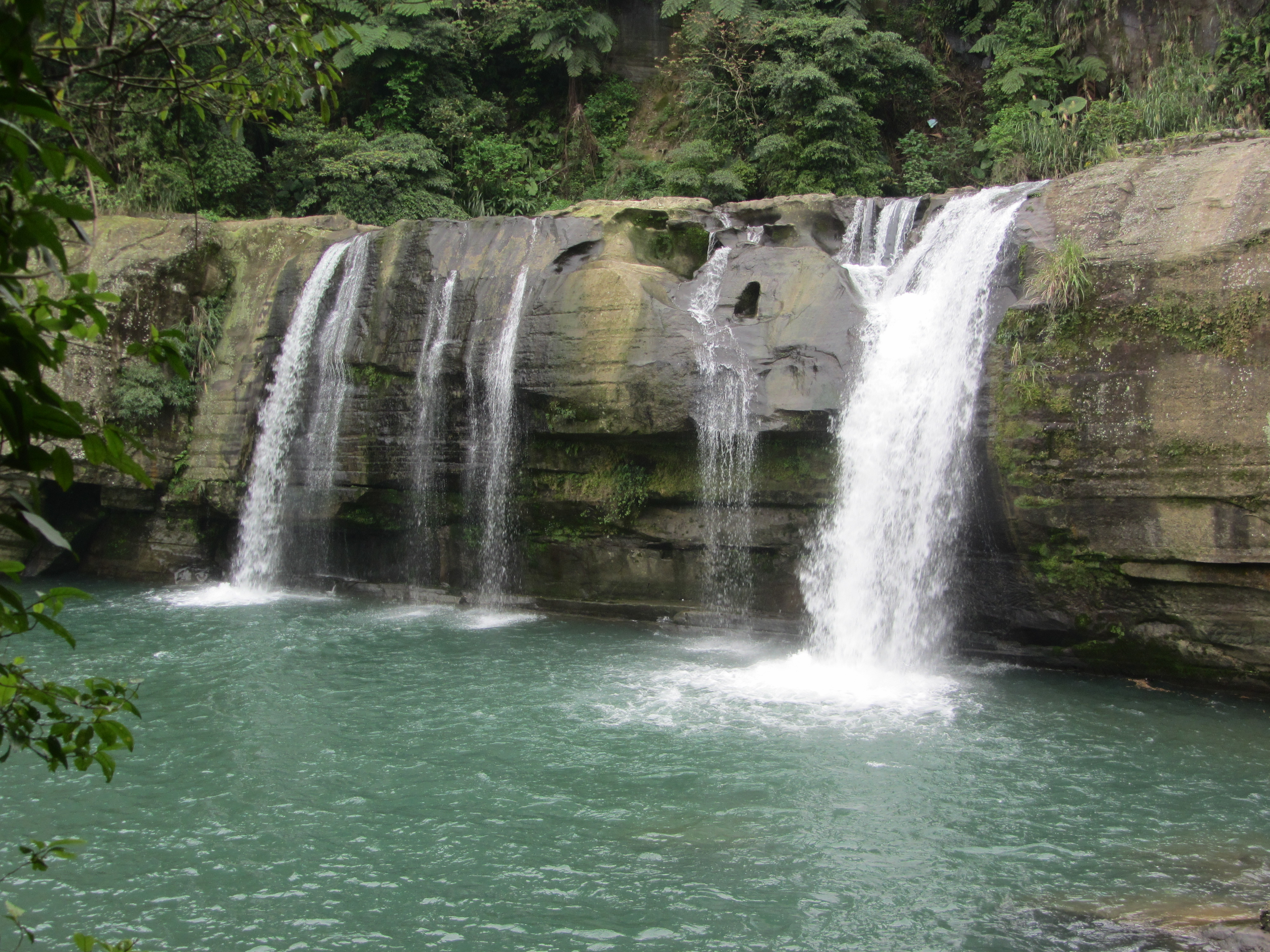
十分瀑布
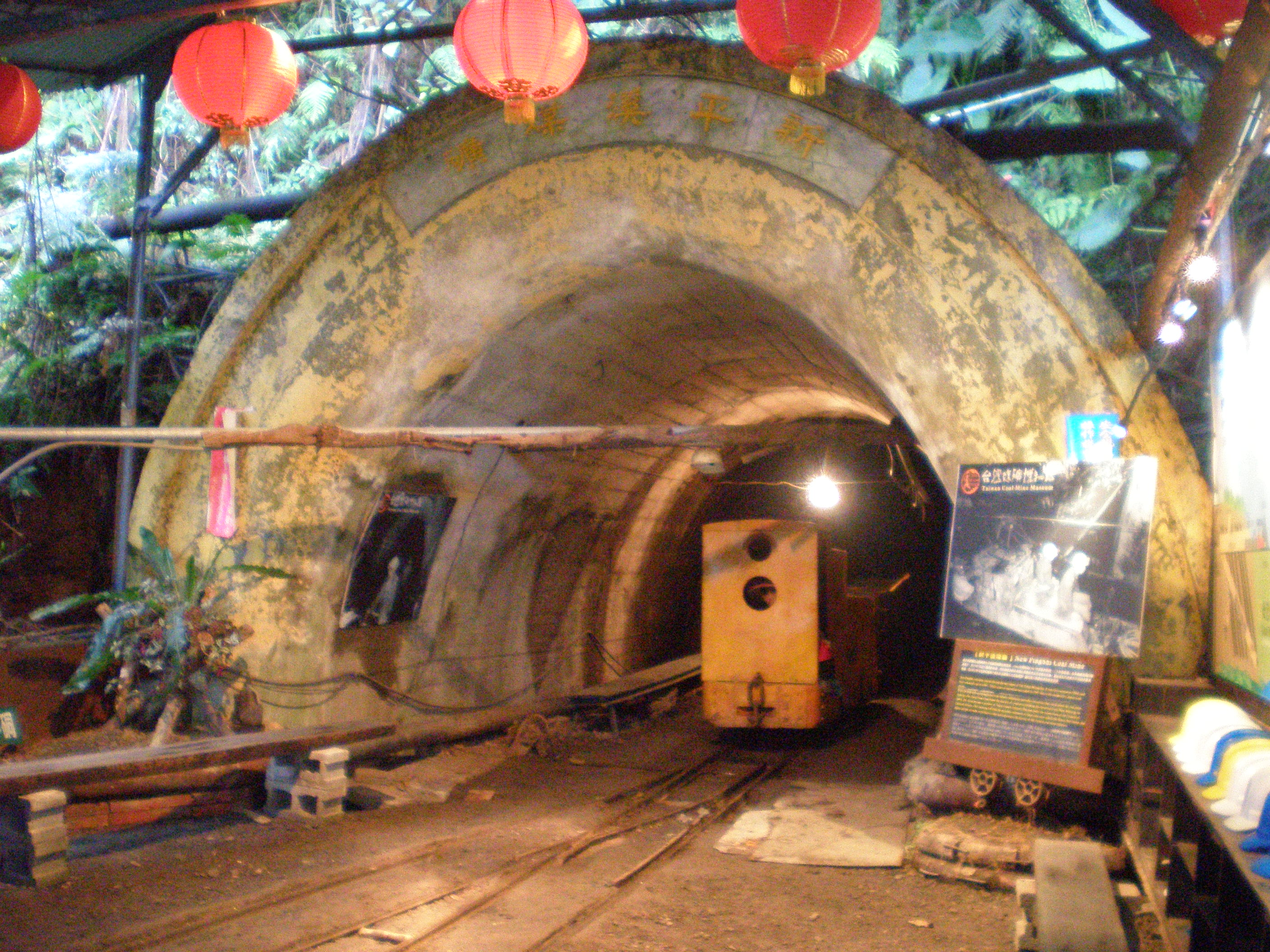
新平渓煤鉱博物園区（旧新平渓炭鉱坑口）
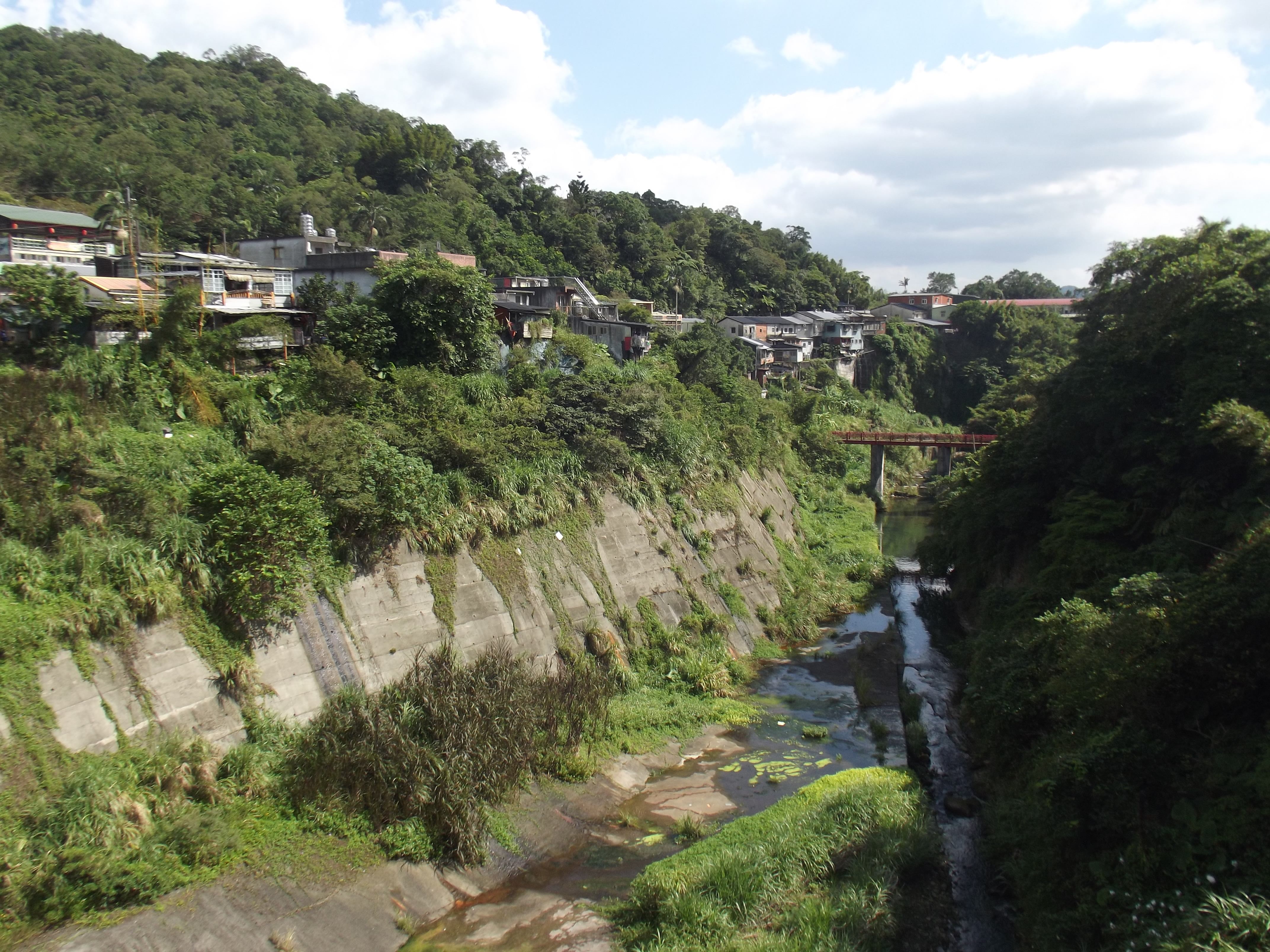
平菁橋から望む基隆河と河畔の菁桐老街
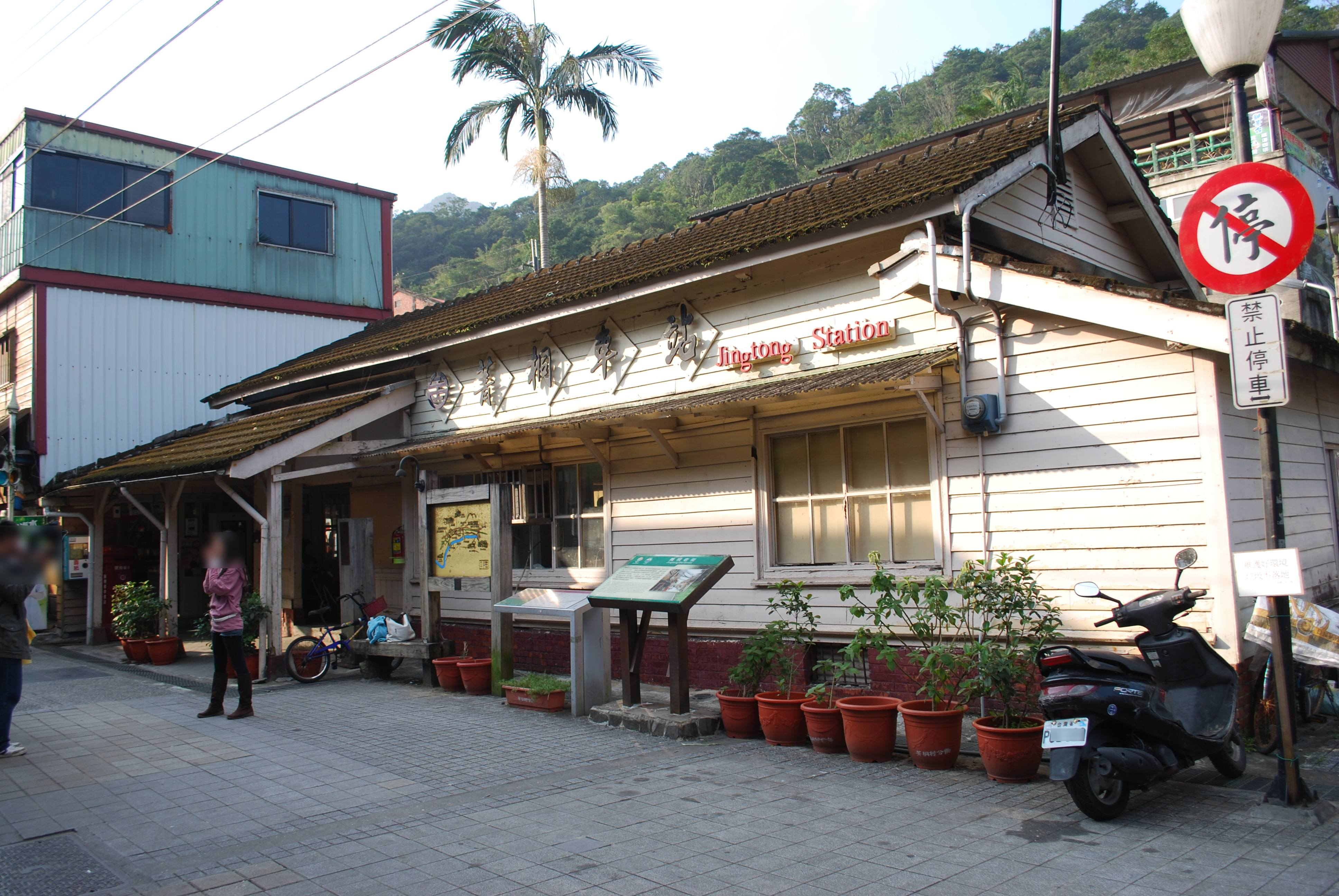
菁桐駅
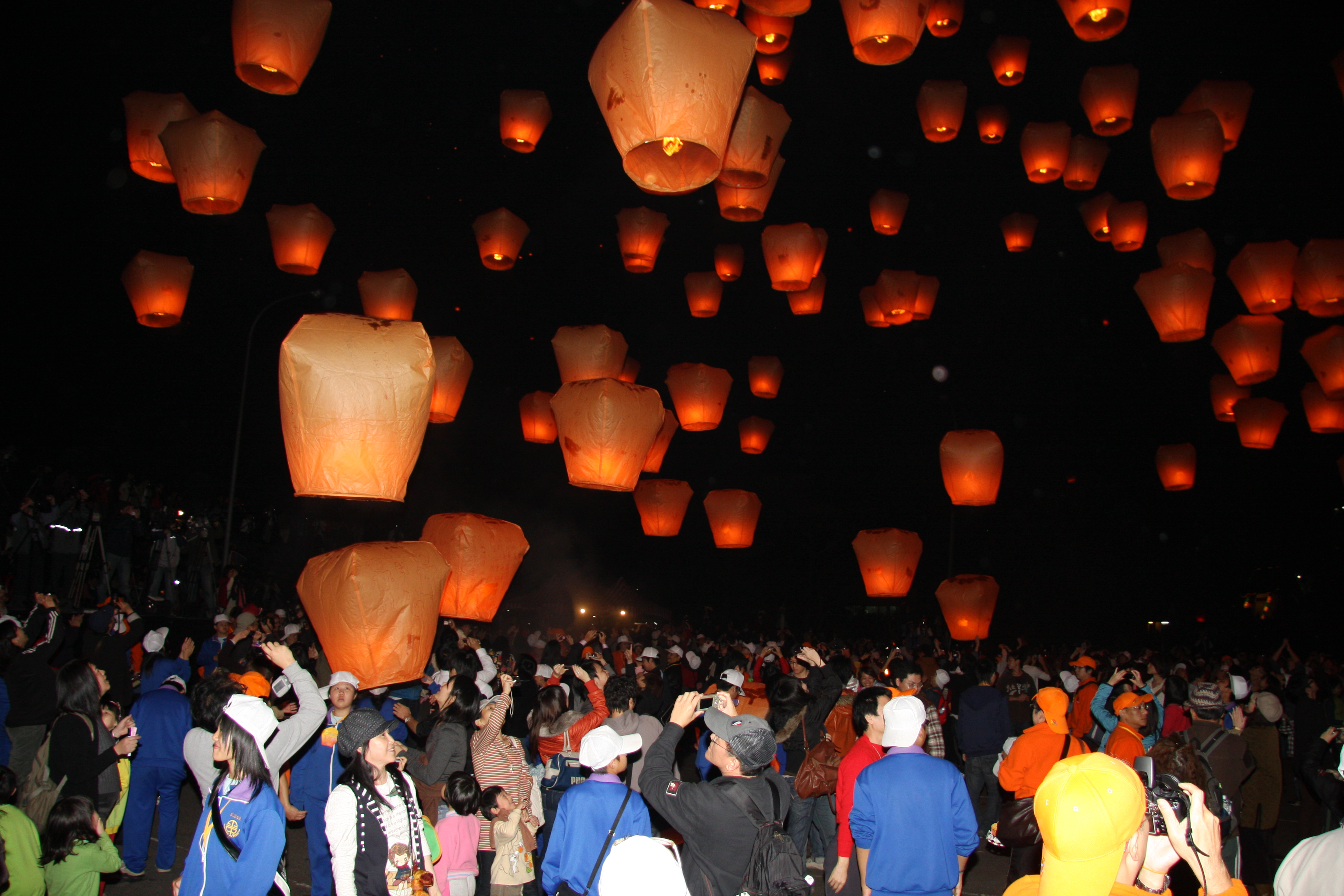
小正月の行事である平渓天灯祭

- 十分老街
- 菁桐老街（中国語版）
- 大華壷穴（中国語版）（甌穴群）
- 台湾煤鉱博物館（中国語版）
- 孝子山（中国語版）
- 慈母峰（中国語版）
- 五分山（中国語版）
- 眼鏡洞瀑布（中国語版）
- 嶺脚瀑布
- 平渓三尖
- 平渓線
- 滴水観音

- 嶺脚瀑布
- 新平渓煤鉱博物園区（中国語版）（旧新平渓炭鉱坑口）
- 平菁橋から望む基隆河と河畔の菁桐老街（中国語版）
- 菁桐駅
- 小正月の行事である平渓天灯祭（中国語版）